# Бенито-Хуарес (муниципалитет Веракруса)
Бенито-Хуарес (исп. Benito Juárez ) — муниципалитет в Мексике, штат Веракрус, расположен в регионе Нижняя Уастека. Административный центр — город Бенито-Хуарес. Муниципалитет назван в честь национального героя Мексики Бенито Пабло Хуареса.